# Hiroshia
Hiroshia és un gènere de papallones nocturnes de la subfamília Thyatirinae de la família Drepanidae.

## Taxonomia
- Hiroshia albinigra László, G.Ronkay & L.Ronkay, 2001
- Hiroshia nanlingana H.L. Zhuang, M. Owada & M. Wang, 2014